# Luis Engel
Luis Engel (ur. 14 października 2002 w Hamburgu) – niemiecki szachista, arcymistrz od 2020.

## Kariera szachowa
Zdobył 8 z 9 punktów w drugiej drużynie Niemiec na światowej olimpiadzie szachowej młodzieży w 2016 roku. Wygrał mistrzostwa Niemiec w 2021 roku, zdobywając 6,5 pkt.
Najwyższy ranking w dotychczasowej karierze osiągnął 1 września 2020 roku, z wynikiem 2564 pkt.